# 탄와 라씨타누
탄와 라씨타누(태국어: ธันวา ราศีธนู, 1970년 12월 19일 ~ 2021년 9월 7일)는 태국의 남자 가수이다. 그의 인기곡은 ""Kai Ta Fang" (ไก่ตาฟาง), "Sib Et Ror Dor" (11 ร.ด.), "King Ga Thong" (กิ้งก่าทอง)등이다.

## 어린 시절
1970년 12월 19일, 쓰리분르앙지구, 농부아람푸주, 태국에서 태어난. 그는 2명의 형제가 있다, 그리고 막내아들이었다. 그는 6학년까지 교육을 받았다. 그의 어머니는 암으로 사망 그래서 그는 2년 동안 일했다. 그의 아버지는 새 아내를 얻었다, 그래서 그와 그의 형제들은 펫차분주으로 이사했다. 그러나 그는 아버지의 새 아내와 사이가 좋지 않았습니다, 그래서 그는 결국 자신의 경력을 추구하기 위해 방콕로 이사했다.

## 직업
그는 직업 선택 없이 일했다, 음악가였던 친구를 만나기 전까지, 그래서 그들은 탄따완 밴드를 설립했다. 1999년에, 탄따완 밴드가 해산되었다 그러나 그는 계속해서 스스로 음악을 만들었다.
2001년에, 그는 첫 번째 스튜디오 앨범 "Pae Rasi" (แผ่ราศี)를 녹음했다. 두 번째 정규 앨범"Nuk Soo Khong Mae" (นักสู้ของแม่) 발매. 2004년에, 세 번째 앨범 "Wan Thee Chun Roe" (วันที่ฉันรอ)가 발매되었다. 그는 2006년 자신의 노래 "Kai Ta Fang" (ไก่ตาฟาง)으로 유명하고 유명해졌다. 태국 남부에서 인기를 끌기 시작한, 룩퉁 마하나컨 라디오 방송국이 방송국에서 이 노래와 함께 시작되었다. 그는 국가적 차원에서도 인기가 많았다.
2010년에, 그는 태국 기록 레이블 Rsiam와 계약 (RS 그룹 자회사), Rsiam에서 그의 인기있는 노래는 다음과 같다. "Sib Et Ror Dor" (11 ร.ด.), "King Ga Thong" (กิ้งก่าทอง), "Kob Thao" (กบเฒ่า), "Kway" (ควาย) "Lar Ngo" (ลาโง่) 등이다.

## 질병과 죽음
그는 2021년 8월 코로나19 양성 판정을 받아 같은 날 입원했다. 2021년 9월 7일, COVID-19 합병증으로 숨진 것으로 확인, COVID-19로 사망한 여러 태국 유명인 중 한 명이 되었다. 태국의 COVID-19 전염병 동안.

## 디스코그래피

### Rsiam
- 2010: King Ga Thong (กิ้งก่าทอง)
- 2011: Kob Thao (กบเฒ่า)
- 2012: The heart thief(โจรปล้นใจ)
- 2013: Anger or Satan?(นางฟ้าหรือซาตาน)